# Добезилат кальция
Кальция добезилат (лат. Calcii dobesilas, систематическое название — кальция 2,5-дигидроксибензенесульфонат, также кальция 2,5-диоксибензолсульфонат, также кальция 2,5-дигидроксибензолсульфонат) — кальциевая соль добезиловой кислоты.
Ангиопротектор; используется как лекарственное средство для лечения и профилактики сосудистых поражений.

## Описание
Кальция добезилат — кристаллический порошок белого цвета (может иметь желтоватый, кремовый или розоватый оттенок), хорошо растворим в воде, гигроскопичен.
Химическая формула — Ca(C6H5O5S)2.

## Фармакокинетика
Кальция добезилат медленно всасывается из желудочно-кишечного тракта, при этом максимальная концентрация вещества в крови наблюдается через 5—6 часов после приёма препарата. Через гемато-энцефалический барьер вещество практически не проникает. Выводится из организма в течение 24 часов после приёма — преимущественно почками.

## Клинические исследования
Согласно анализу источников, соответствующих критериям доказательной медицины в обзоре Simo R. et al. [3], эффект КД в отношении прогрессирования ранней ДР был продемонстрирован в рандомизированном плацебо-контролируемом исследовании Ribeiro M. et al. [4], в котором флуорометрия стекловидного тела (первичная конечная точка PVPR) использовалась для оценки проницаемости ГРБ у пациентов с диабетом 2 типа на ранних стадиях ДР. Размер выборки составлял 194 пациента на момент начала исследования, 137 — при завершении. Период наблюдения составил 2 года. Авторы пришли к выводу, что КД (2 г в день в течение двух лет) показал значительно более высокую активность, чем плацебо в предотвращении повреждения ГРБ, независимо от степени контроля диабета. Дальнейший анализ вторичных параметров выявил значительные изменения от начала исследования до последнего визита в пользу КД, в отношении динамики кровоизлияний (P = 0,029), стадии ДР (P = 0,0006) и микроаневризм (P = 0,013). Наконец, это исследование показало, что КД характеризуется сбалансированным соотношением «риск-польза».
Рандомизированное, двойное слепое, плацебо-контролируемое, многоцентровое исследование CALDIRET длительностью 5 лет (40 центров в 11 странах) проведенное у 635 пациентов с сахарным диабетом 2 типа с НПДР и микроальбуминурией, показало, что кальция добезилат не снижает риск развития ДМО. [5] Однако стоит отметить, что только 150 пациентов завершили 5-летний период наблюдения. К тому же в группу кальция добезилата было распределено больше мужчин по сравнению с группой плацебо. Поисковый ретроспективный (post hoc) анализ подтвердил вероятность ошибки, связанной с гендерным распределением в подгруппе, включающей женщин с HbA1c ≥ 9%. Это было еще более очевидным, когда в анализ включались пациенты с плохо контролируемой артериальной гипертензией. Не было отмечено побочных реакций, связанных с приемом препарата. Основным различием в характеристиках пациентов, включенных в это исследование, по сравнению с упоминавшимися ранее, было включение пациентов с более развитой стадией ДР и микроальбуминурией, согласно критериям включения. Кроме того, назначалась более низкая доза КД (1—5 г/день).  
Опубликованные в недавнем времени систематический обзор и мета-анализ показали, что применение КД вело к уменьшению микроаневризм сетчатки, очагов кровоизлияний и экссудата, а также снижению показателей вязкости цельной крови и плазмы [6]. 
В целом, имеющиеся в настоящее время данные показывают, что КД оказывает положительное воздействие на самых ранних стадиях ДР, однако его эффективность на более поздних стадиях нуждается в подтверждении.
Результаты исследования 635 человек с диабетом 2 типа и диабетической ретинопатией показали, что кальция добезилат неэффективен при заболеваниях глаз у больных диабетом. Он не предотвращает развитие макулярного отека у больных диабетом, страдающих диабетической ретинопатией. Исследователи заключили, что вероятность развития клинически значимого макулярного отёка (сlinically significant macular edema - CSME) на 32% больше у тех, кто принимал препарат, чем у принимавших плацебо.

## Лекарственное применение
Препарат применяется как лечебное и профилактическое средство при заболеваниях, которые сопровождаются нарушениями сосудистой проницаемости и расстройствами микроциркуляции.
Вещество обладает свойствами нормализовать (снижать) проницаемость сосудов, увеличивать резистентность стенок капилляров, улучшать микроциркуляцию и дренажную функцию лимфатических сосудов, уменьшать агрегацию тромбоцитов, снижать вязкость крови. Эти свойства в значительной степени обусловлены тем, что вещество способствует увеличению активности кининов плазмы.
Действие кальция добезилата связано с увеличением активности тромбоцитов и уменьшением активности плазматических кининов; кроме того, наблюдается также непосредственное влияние препарата на эндотелий сосудов.
Является препаратом выбора в терапии диабетической ретинопатии.
Торговые названия: Докси-хем, Доксиум, Dobesifar, Dobesilat-calcium, Etruval, Romiven, Stifarol, Tricatine. В лекарственном препарате Докси-хем кальция добезилат используется в форме кальция добезилата моногидрата.